# اولدزموبیل براوادا
اولدزموبیل براوادا (Oldsmobile Bravada) خودرویی است که در سال‌های ۱۹۹۱ تا ۲۰۰۴ (no ۱۹۹۵ models produced)در ایالات متحده آمریکا تولید شده‌است. است. سیستم جعبه‌دندهٔ آن ۴ دنده به صورت خودکار است.